# Pont penjant d'Amposta
El pont penjant d'Amposta és un pont sobre l'Ebre situat a la ciutat d'Amposta, al Montsià.
Aquest pont es va començar a construir el 1915, i es va acabar el 1921. Va ser dissenyat per l'enginyer José Eugenio Ribera i no va tenir inauguració oficial. Va ser el segon pont penjant del món construït amb el sistema de formigó armat, després del pont de Brooklyn de Nova York, en el qual està inspirat.

## Característiques
El pont fa 24 metres d'alçada i el tram total és de 134 m. Està caracteritzat pels dos pilars de pedra en forma d'arc de triomf d'estil historicista, a cada riba del riu i per la seva estructura metàl·lica sostinguda per cables.

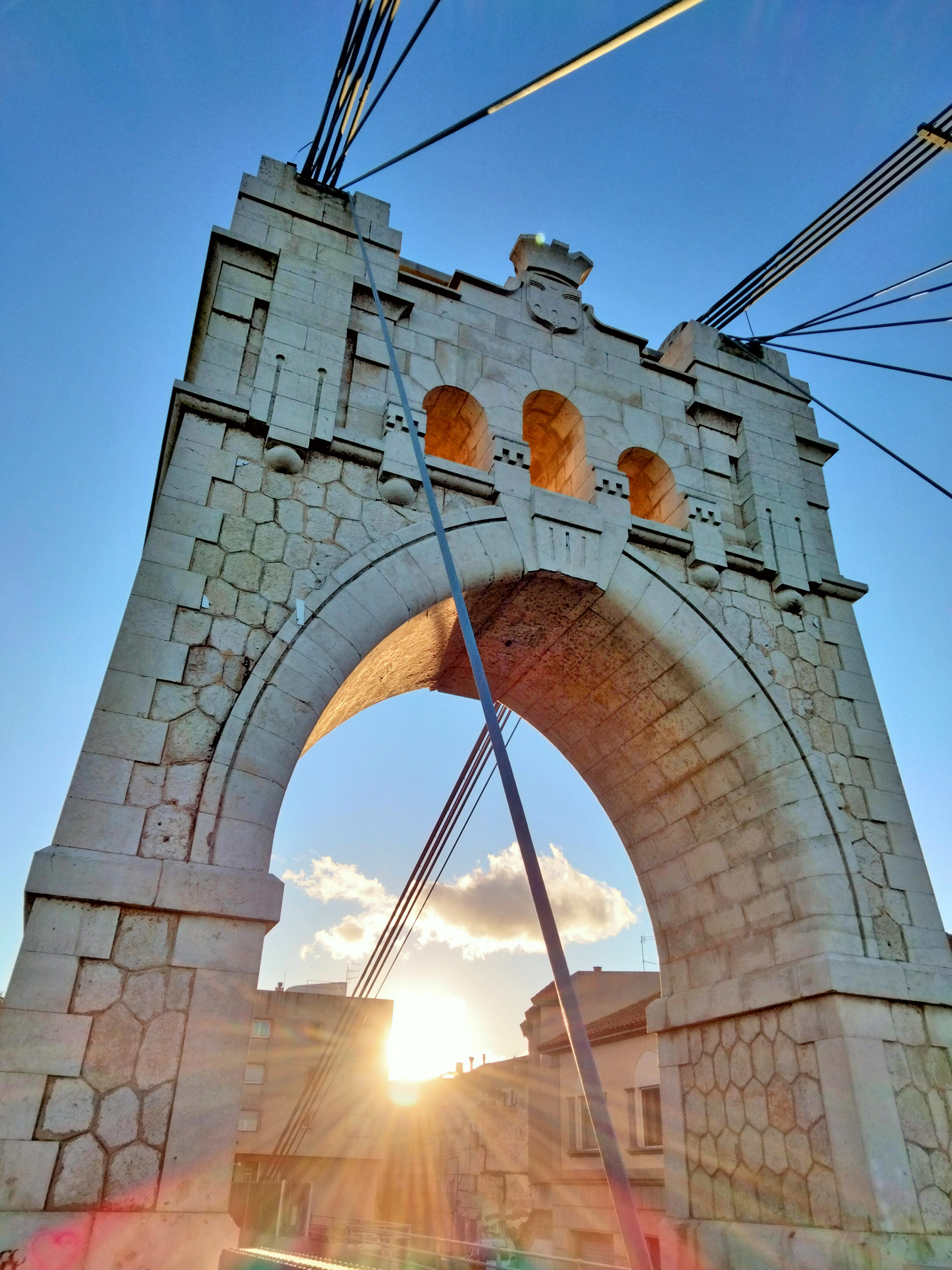
Pilar sud, tirants i catenària

Hi ha dos tipus fonamentals de cables: els que formen la catenària, que surten d'un punt situat a 30 metres dins el terreny ferm, i en nombre de 10 per costat s'aixequen cap als pilars per a construir la gran corba, deixant-ne dos a la part superior de les masses tectòniques, punt de partida també dels sis tirants progressivament inclinats pel primer tram del pont; i els cables perpendiculars que fan la funció de tirants per a la major part central del pont.
La superfície del pont té una amplada d'uns 8-10 m i presenta la calçada per a vehicles, d'un carril per sentit, a més de dues vies laterals per vianants. Els grans blocs pilars de pedra presenten tres registres d'alçada: l'inferior, des de la vora del riu fins a la via circulatòria, amb una arcada de mig punt; el segon amb una arcada quasi el·líptica i apuntada, amb una notable clau central; i el tercer, amb els coronaments superiors, amb tres obertures centrals amb els escuts reial i municipal al damunt i flanquejades per dues quasi torres.

## Història

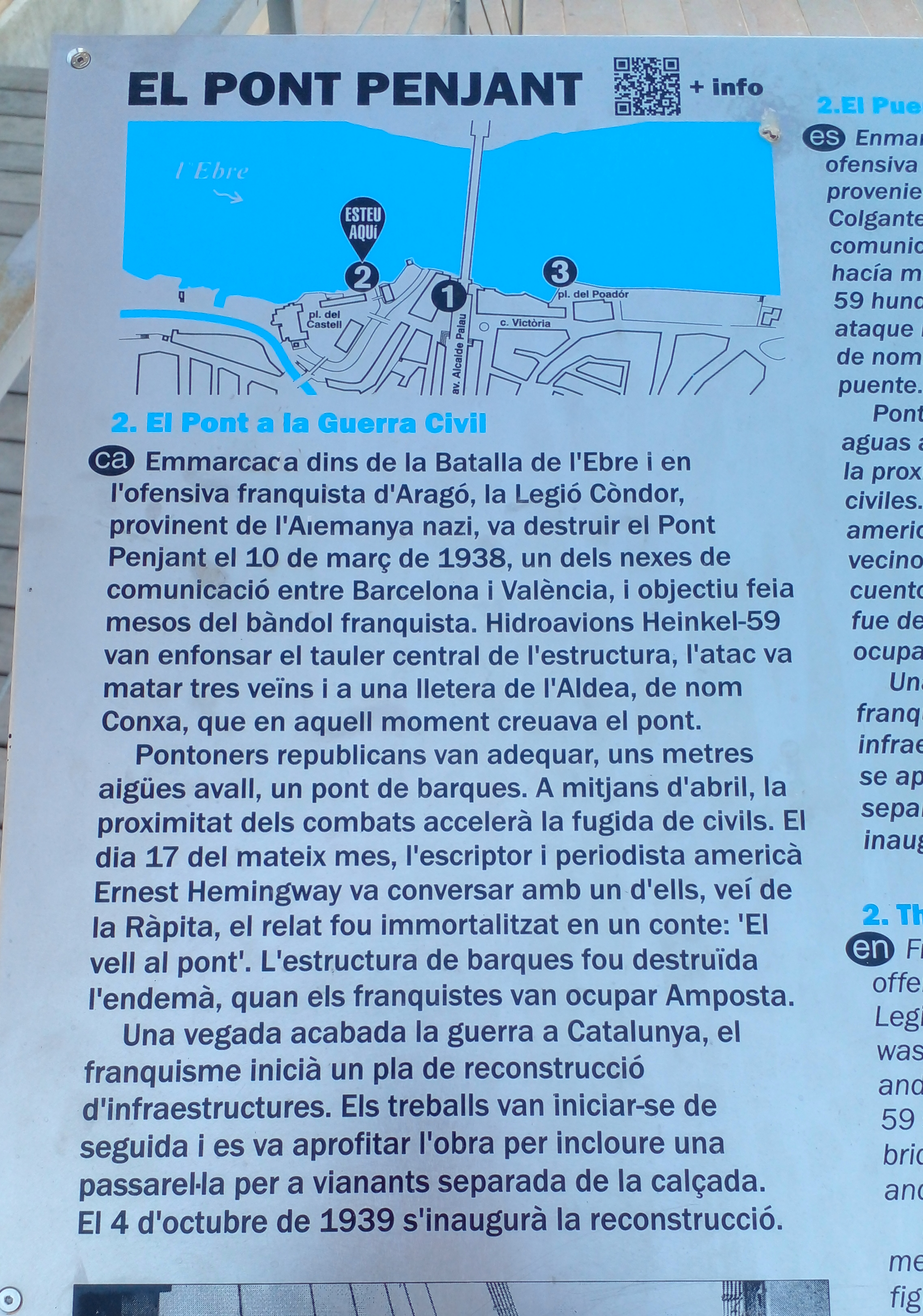
Plafó informatiu on es detalla la història del pont durant la guerra civil espanyola

El pont va substituir els antics passos de barca, que eren l'únic mitjà que hi havia fins llavors per travessar el riu a l'alçada d'Amposta. El pont se situava a la carretera de Barcelona a València i va ser construït per iniciativa del consistori municipal dirigit pel batlle Joan Palau i Miralles, amb el suport del diputat tortosí Agustí Querol i Subirats. El primer projecte de 1907 fou rebutjat i les obres no van començar fins al 1915. El 15 d'agost va tenir lloc l'acte de col·locació de la primera pedra.
El 1938, durant la Guerra civil el pont va sofrir dos atacs per part de l'aviació legionària italiana que formava part de l'exèrcit del dictador Franco; l'últim va ser el 10 de març de 1938. Aquest va ser definitiu, ja que es va despendre la totalitat de l'estructura per l'efecte de les bombes incendiàries. Va ser reinaugurat el 4 d'octubre de 1939. El 1957 s'hi van realitzar obres de reforçament i la darrera gran actuació es va dur a terme entre els anys 2007 i 2009.